# Plutarco Elías Calles

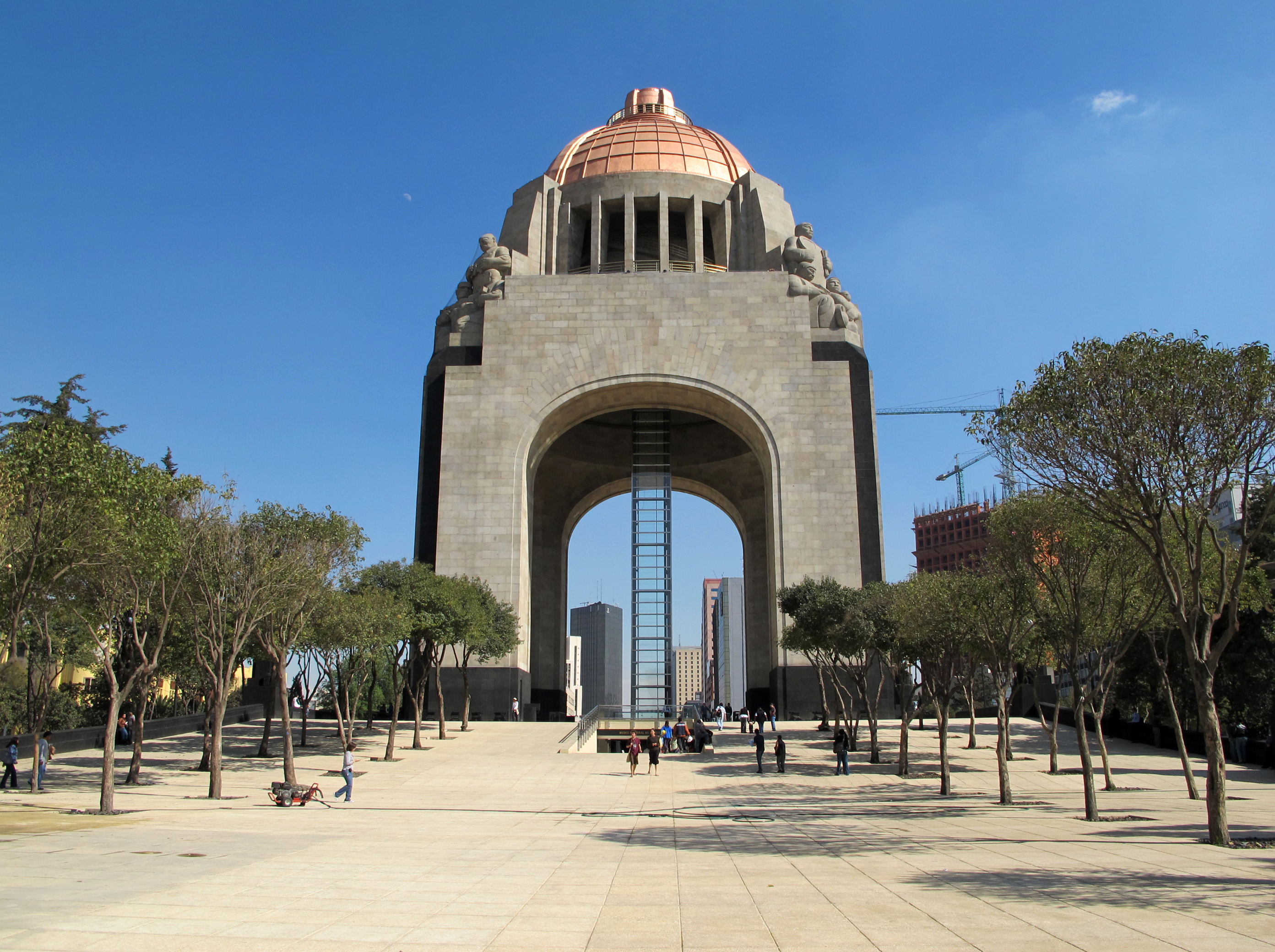
Pomnik Rewolucji w Meksyku w którym w 1969 złożono szczątki Plutarco Elías Callesa

Plutarco Elías Calles (ur. 25 września 1877 w Guaymas, zm. 19 października 1945 w Meksyku) – meksykański generał, polityk, uczestnik rewolucji meksykańskiej, minister spraw wewnętrznych podczas prezydentury Alvaro Obregona, prezydent Meksyku.
Jego kampania prezydencka 1924 była pierwszą populistyczną kampanią w historii Meksyku, w której obiecał redystrybucję ziemi, równość wobec prawa, edukację, dodatkowe prawa pracy i demokratyczne rządy. Próbował spełnić te obietnice podczas pierwszego okresu swojej prezydentury w latach 1924–1926, lecz druga część jego rządów w latach 1926–1928 charakteryzowała się represyjnym antyklerykalizmem.
Po zakończeniu kadencji pozostał dominującym meksykańskim liderem w okresie zwanym Maximato (1928–1935). Pod koniec lat 20. poniósł porażkę z powstaniem cristeros skierowanym przeciwko jego antykatolickim reformom, przez co musiał cofnąć ustawy antyklerykalne. Założył Partido Nacional Revolucionario (Narodowo Rewolucyjna Partia lub PNR), która stała się Partido de la Revolución Mexicana (Partia Rewolucji Meksykańskiej lub PRM), który ostatecznie stał się Partią Rewolucyjno-Instytucjonalną (PRI), która rządziła Meksykiem od 1929 do 2000 w ramach tych trzech różnych nazw.
W 1934 roku odsunięty od władzy przez lewicę partyjną, a następnie zmuszony do wyjazdu do Stanów Zjednoczonych. Do ojczyzny powrócił pod koniec życia.

## Życiorys

### Rodzina
Jego przodek Elías González (1707–1790) do Meksyku przybył pod koniec XVIII wieku. Jego rodzina objęła w posiadanie grunty rolne i zgromadziła dość duży majątek, który został jednak całkowicie utracony na skutek wojen i zamieszek w XIX wieku.
Pradziad Plutarco – Rafael Elías González był gubernatorem Sonory. Dziadek Plutarco, José Juan Elías „Chinaco” Perez (1824-65) był pułkownikiem armii meksykańskiej, który brał udział w bataliach wojskowych przeciwko siłom wspieranego przez państwa imperialistyczne cesarza Maksymiliana I.
Jego ojciec Plutarco Elías Lucero był absolwentem prawa i urzędnikiem państwowym. Pochodził z prominentnej rodziny znanej w Provincias Internas jako Elías González. W 1872 roku wybrany został deputowanym departamentu Ures, a w 1874 roku prefektem Guayamas. Po zakończeniu krótkiej kariery politycznej popadł w alkoholizm.
Lucero związał się z nauczycielką, Juaną Lidią Malvido, z którą miał dwójkę dzieci. Związek przetrwał do 1876 roku, w tym samym roku przeniósł się na stałe do Guaymas, gdzie na krótko związał się z Marią de Jesús Campuzano, wdowie po zmarłym w listopadzie 1872 roku Francisco Callesie Araujo. To Maria była matką przyszłego prezydenta, para miała razem dwójkę dzieci. Lucero nigdy nie ożenił się z matką Callesa.
Calles miał brata Francisco Campuzano Plutarco Elíasa, urodzonego 25 września 1877 roku. Jego przyrodnim rodzeństwem byli: Arnulfo (1866), Aquila Clemencia, Francisco Calles Campuzano (1868), Arturo (1872–1934) i Plutarco Elías Malvido (1874–1876).

### Młodość

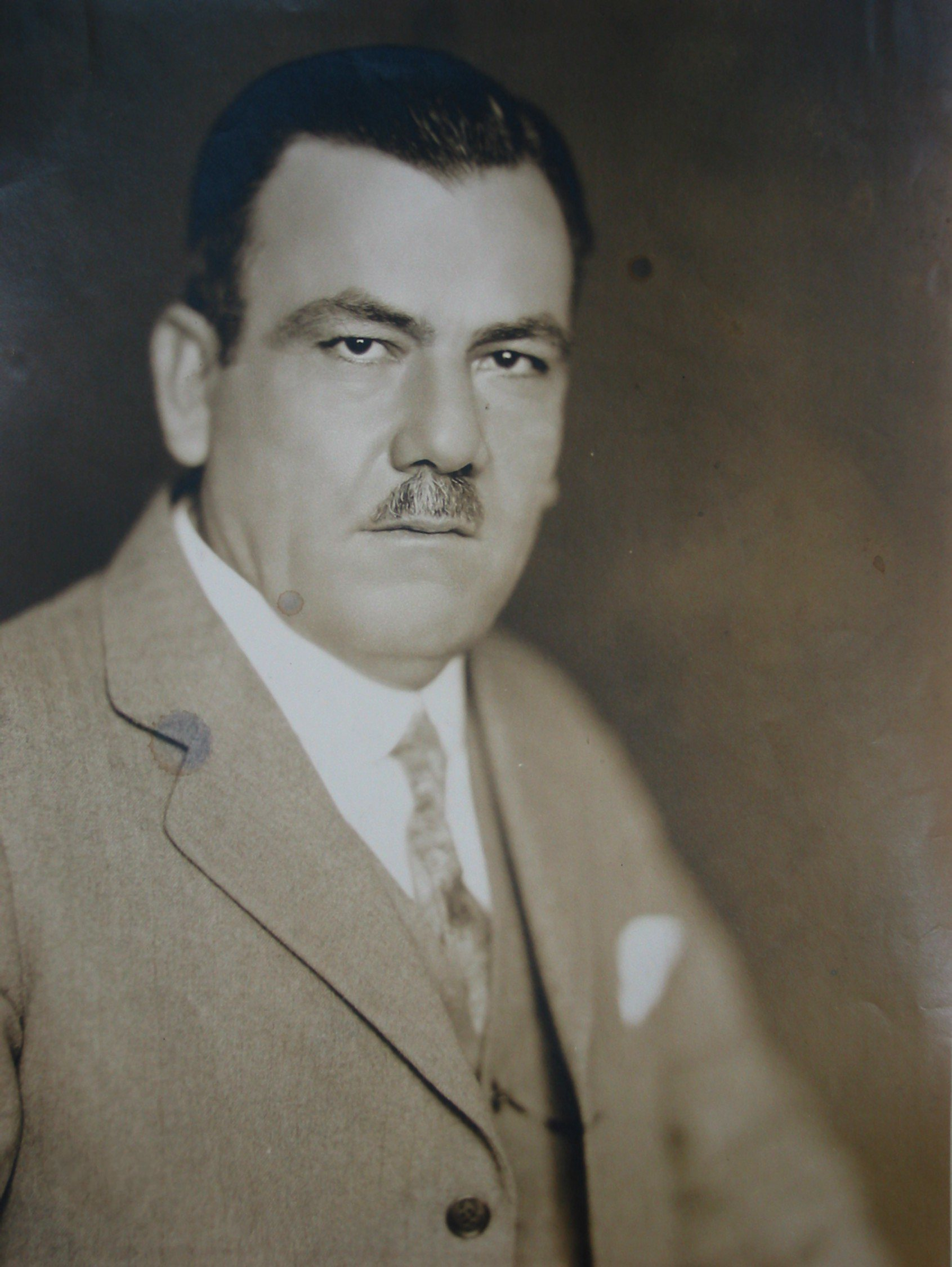
Plutarco Elías Calles

Calles urodził się w miejscowości Campuzano w Sonorze w 1877 roku. Dorastał w biedzie i niedostatku. Po śmierci matki, w 1897 roku przyjął nazwisko Calles po wuju, Juanie Bautistie Callesie, który go wychował wraz z jego ciotką, Josefą Marią Campuzano. To wuj był zajadłym ateistą i wychował siostrzeńca w duchu antyklerykalnym.
Wraz z wujostwem zajmującymi dość dobrą pozycję ekonomiczną przeniósł się do Hermosillo, gdzie ukończył szkołę podstawową. W wychowywaniu Callesa pomagała jego babcia Bernardina Lucero Uriah (1830–1902). W 1888 roku rozpoczął studia w Akademii Nauczycieli, gdzie jego profesorem został Benigno López Serra. Pracował w wielu różnych zawodach. W wieku 17 lat zarabiał jako nauczyciel. W 1897 roku powrócił do rodzinnego Guaymas, gdzie kontynuował pracę nauczyciela, redagował pismo „Dziennik Szkolny” i zarządzał Towarzystwem Rzemieślników „El Porvenir”.
Później był m.in. barmanem (w barze wuja), rolnikiem (prowadził farmę swojego ojca) i operatorem młyna.
Następnie został urzędnikiem miejskim w Guyamas, skąd został zwolniony po tym, gdy kasjerka oskarżyła go o defraudację funduszy. Po tym został zarządcą hotelu „Hotel Mexico”, którego właścicielem był jego przyrodni brat, Arturo Elías.
W 1899 roku poślubił Natalię Chacon.
Na początku XX wieku kupił 9000 akrów w Santa Rosa w pobliżu granicy z USA. W 1903 roku Ministerstwo Robót Publicznych dało mu wszystkie potrzebne dokumenty po czym rozpoczął on gospodarowanie swoją ziemię. Calles uprawiał kukurydzę, pszenicę i ziemniaki, co umożliwiło uzyskanie przez niego względnej stabilności finansowej. W 1906 roku wycofał się z rolnictwa i bezskutecznie próbował rozpocząć karierę w branży górniczej. W tym samym roku jego przyjaciel, Amerykanin, James Smithers namówił go do przejęcia młyna „Excelsior”. Jeszcze w tym roku założył sklep prowadzący sprzedaż mąki i nasion „Elías, Smithers i Spółka”.

### Kariera wojskowa
W 1911 roku otworzył w Agua Prieta własną firmę prowadzącą sprzedaż produktów takich jak narzędzia rolnicze, olej, masło, cukier brązowy, ziarna, nasiona i mięso.
Jako zwolennik Francisco Madero, został zatrudniony na stanowisku komisarza policji, nominował go gubernator prowincji José María Maytorena. Jako komisarz odpowiadał za utrzymanie porządku, wymiar sprawiedliwości i reorganizację więzienia, w trakcie kadencji z jego inicjatywy utworzono szkołę. W tym czasie najbliżsi przyjaciele nadali mu pseudonim „Stary”.
Po pewnym czasie Madero oskarżył go o spiskowanie, jednak nie został on odwołany ze stanowiska komisarza ze względu na poparcie ze strony gubernatora Mayterona. Gdy wybuchły kolejne walki, przeniósł on swoje dzieci i żonę do Nogales, a sam poświęcił się rekrutacji żołnierzy w Douglas w USA. 5 marca 1913 roku poprowadził do walki grupę żołnierzy związanych z innymi liderami rewolucji – Manuelem M. Diéguezem, Pedro F. Bracamontesem i Estebanem Baca Calderónem.
Poparcie przez niego rewolucji meksykańskiej (1910–1920) pozwoliło mu szybko awansować. Dosłużył się stopnia generała już w 1915 roku i dowodził Armią Konstytucyjną w jego rodzinnym stanie Sonora. W 1915 zdołał odeprzeć konwencjonalistów José María Maytorena i Pancho Villa w bitwie Agua Prieta.
W tym samym roku został gubernatorem Sonory. Jego radykalna retoryka ukrywała pragmatyczną istotę jego polityki promującej szybki rozwój gospodarki narodowej Meksyku i ustalenie jej infrastruktury. W szczególności, próbował wprowadzić prohibicję w stanie Sonora, promował ustawodawstwo dające ubezpieczenia społeczne, pracownicze umowy zbiorowe i wydalił wszystkich katolickich księży z Sonory. W 1919 Venustiano Carranza promował Callesa na stanowisko Sekretarza Handlu, Przemysłu i Pracy. W 1920 wraz z Alvaro Obregonem obalił Carranzę i Obregón mianował go szefem Ministerstwa Spraw Wewnętrznych. Calles wykorzystał swoją umiejętność zdobywania poparcia wśród głosujących robotników, aby dojść do władzy razem z Obregonem. Zawiązawszy sojusz z Meksykańską Partią Pracy (PLM) został w 1924 wybrany na prezydenta, pokonując kandydata agrarystów Angela Floresa oraz ekscentrycznego, startującego w każdych wyborach Nicolása Zuniga y Miranda.

## Prezydentura

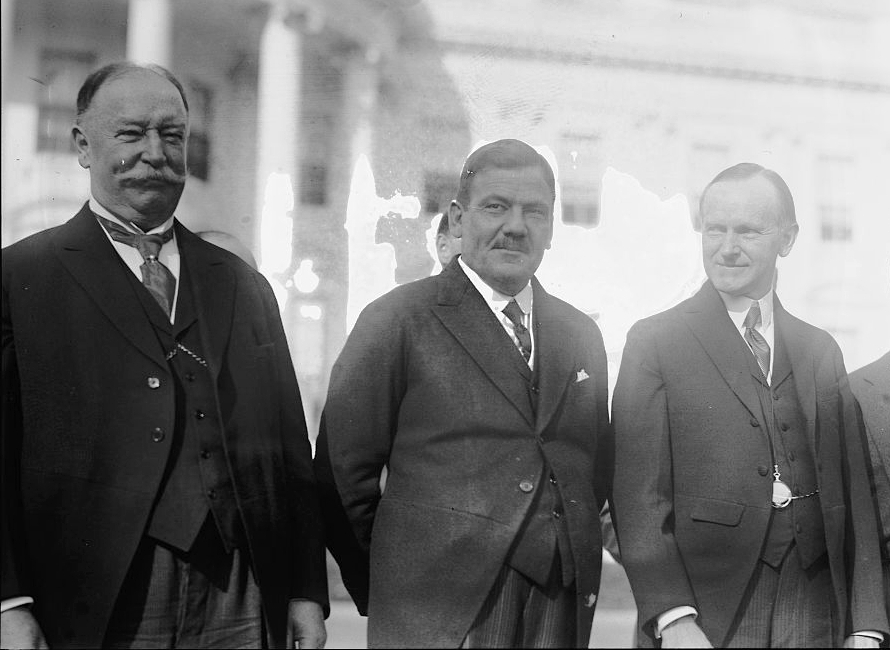
Plutarco Elías Calles w towarzystwie Calvina Coolidgea i Williama Howarda Tafta, prezydentów USA

Jako prezydent był wspierany przez związki robotniczo-chłopskie. Partia Pracy, wspierająca jego rząd, w rzeczywistości funkcjonowała jako polityczno-wyborcza gałąź potężnej Regionalnej Konfederacji Robotników Meksykańskich (CROM) z Luisem Napoleónem Moronesem na czele. Wspierał reformę gruntów i promował ejido, jako sposób na emancypację campesinos (drobnych rolników), lecz jedynie niewielka część ziemi została w ten sposób rozdzielona. Dla wsparcia campesinos Calles założył kilka banków, np. Meksykański bank narodowy (Banco de México). Minister finansów w rządzie Callesa, Alberto J. Pani zredukował częściowo dług międzynarodowy Meksyku, lecz po konflikcie z Callesem zrezygnował z urzędu w 1927.
Prezydent wprowadził także zmiany w kodeksie cywilnym, dające nieślubnym dzieciom takie same prawa, jak dzieciom pochodzącym z legalnego związku. Kierując się fałszywymi pogłoskami, że jego przodkowie byli Syryjczykami lub Turkami, nadano mu przydomek El Turco (Turek). Aby nie przyciągać zbyt wiele uwagi do swojego dzieciństwa, Calles ignorował te plotki.

### Stosunki ze Stanami Zjednoczonymi podczas prezydentury
Jednym z głównych punktów spornych z USA była ropa naftowa. Calles szybko odrzucił Porozumienie Bucareli z 1923 pomiędzy USA i Meksykiem, z czasów kiedy Álvaro Obregón był prezydentem. Rozpoczęto prace nad nową ustawą o wydobyciu ropy, która miała ściśle egzekwować artykuł 27 meksykańskiej konstytucji z 1917, który przywrócił pochodzące jeszcze z Hiszpanii prawo, mówiące o prawie własności państwa do podziemnych złóż. Zagroziło to firmom naftowym z USA i Europy, które posiadały prawa do wydobywania ropy, szczególnie w wypadku, kiedy artykuł byłby zastosowany z mocą wsteczną. Decyzja Meksykańskiego Sądu Najwyższego, postanowiła, że pola naftowe, będące w posiadaniu kapitału zagranicznego, nie mogą być eksploatowane tak długo, jak to miało miejsce przed wprowadzeniem konstytucji w życie. Porozumienie Bucareli twierdziło, że Meksyk powinien zgodzić się na przestrzeganie decyzji Meksykańskiego Sądu Najwyższego, w zamian za oficjalne uznanie przez Waszyngton prezydentury Alvaro Obregona.
Reakcja rządu USA na zamiar egzekwowania przez Callesa artykułu 27 była natychmiastowa. Amerykański sekretarz stanu Frank B. Kellogg wystosował groźbę wobec Meksyku (12 czerwca 1925). Opinia publiczna w Stanach Zjednoczonych okazała się szczególnie anty-meksykańska, kiedy pierwsza ambasada Związku Radzieckiego w jakimkolwiek kraju, została otwarta w Meksyku. Przy tej okazji sowiecki ambasador stwierdził, że „nie ma dwóch innych krajów wykazujących więcej podobieństw niż Związek Radziecki i Meksyk”. Niektórzy w rządzie Stanów Zjednoczonych uznali rząd Callesa za bolszewicki, zaczęli odnosić się do Meksyku jako „Sowieckiego Meksyku”.
Debata na temat nowego prawa do ropy naftowej nastąpiła w 1925. Amerykanie przeciwstawiali się wszystkim inicjatywom meksykańskim. Do 1926 nowa ustawa została uchwalona. W styczniu 1927 roku rząd meksykański anulowania zezwolenia dla przedsiębiorstw naftowych, które nie były zgodne z prawem. Rozmowy o wojnie krążyły między Prezydentem Stanów Zjednoczonych, a stronami w gazecie New York Times. Meksykanom udało się uniknąć wojny przez szereg dyplomatycznych manewrów. Wkrótce po tym, bezpośrednie połączenie telefoniczne zostało ustalone pomiędzy Callesem i Calvin Coolidgem, a ambasador USA w Meksyku, James R. Sheffield, został zastąpiony przez Dwight Morrowa. Ten przekonał rząd Callesa do szeregu propozycji USA i pomógł wynegocjować porozumienie między rządem i przedsiębiorstwami naftowymi.
Innym źródłem konfliktu ze Stanami Zjednoczonymi było wsparcie Meksyku dla liberałów w wojnie domowej w Nikaragui, gdzie Stany Zjednoczone poparły konserwatystów. Ten konflikt zakończył się, gdy oba kraje podpisały traktat, w którym postanowiono, że każdy z krajów może wspierać stronę, uważaną za najbardziej demokratyczną.

### Powstanie Cristeros
14 czerwca 1926 Calles wdrożył antyklerykalne ustawodawstwo formalnie znane jako Prawo Reformujące Kodeks Karny, a nieoficjalnie jako prawo Callesa. Antypatia katolików wobec Callesa została wzmocniona z powodu jego głośnego ateizmu.
Ze względu na ścisłe i czasami gwałtowne egzekwowanie antyklerykalnego prawa Callesa, część silnie katolickiej ludności zaczęła się mu przeciwstawiać. Działo się tak na obszarach silnie katolickich, zwłaszcza w stanach Jalisco, Zacatecas, Guanajuato, Colima i Michoacán. Powstaniu Cristeros od 1 stycznia 1927 towarzyszył okrzyk wojenny „Viva Cristo Rey” (Niech Żyje Chrystus Król). Wrogość meksykańskiego rządu do katolicyzmu, doprowadziła do walk w latach 1926–1929.

#### Skutki wojny Cristeros i prześladowanie Kościoła
Szczególnie obraźliwy dla Chrystusowców był upór Callesa w sprawie pełnego monopolu państwa na edukację.
Część księży została wyeliminowana poprzez emigrację, wypędzenie lub zabójstwo. W 1935 siedemnaście stanów nie miało żadnych kapłanów.

## Maximato i wygnanie

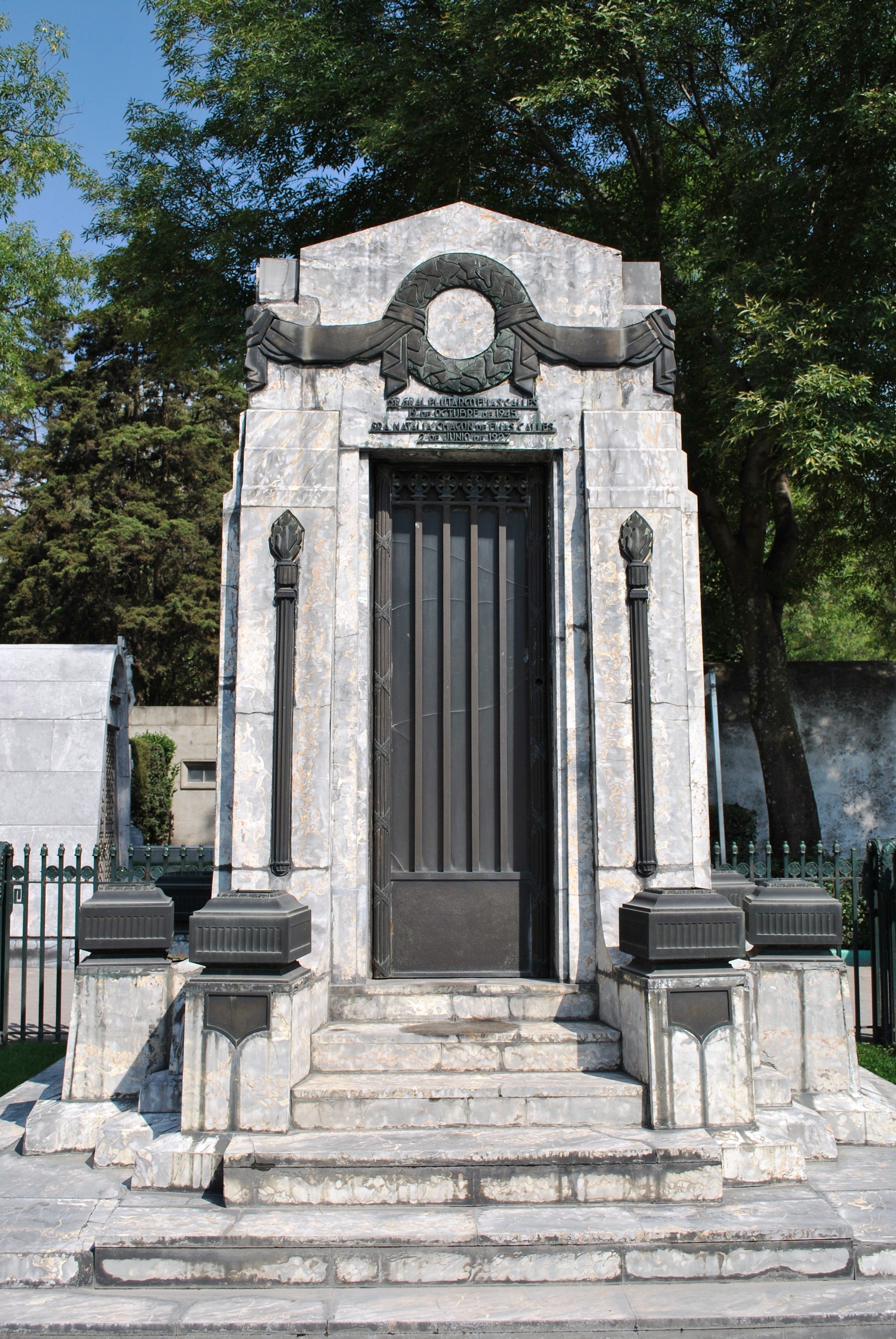
Grób Plutarco Elíasa Callesa, w którym jego szczątki spoczywały od jego śmierci do 1969, kiedy zgodnie z wolą prezydenta Gustavo Díaz Ordaza zostały przeniesione i umieszczone w Pomniku Rewolucji

Pod rządami Callesa w 1926 wprowadzono zmianę w konstytucji, która pozwoliła na kolejne reelekcje byłych prezydentów i w 1928 Obregón został wybrany jako następca Callesa (zmiana ta została później uchylona w 1934). W 1927 meksykanie uchwalili też poprawki do Konstytucji, które pozwoliły na sześcioletni okres prezydentury. Jednak Obregón został zamordowany przez wojującego katolika José de Leóna Torala, zanim mógł przejąć władzę. Emilio Portes Gil został powołany jako tymczasowy prezydent, choć w rzeczywistości był marionetką Callesa. W następnym roku Calles założył Partido Nacional Revolucionario (PNR), poprzedniczkę dzisiejszej Partido Revolucionario Institucional (PRI).
Kilka miesięcy później, po interwencji ambasadora Stanów Zjednoczonych Dwighta Morrowa, rząd meksykański i Cristeros podpisali traktat pokojowy. Podczas Maximato, Calles rządził coraz bardziej autorytarne i przejął również stanowisko ministra przemysłu i handlu. Od 1930 roku zastanawiał się nad ideą wdrażania aspektów faszyzmu do rządzenia Meksykiem. Ta ideologia miała na niego wyraźny wpływ.
W lecie 1933 roku, dwóch z dawnych wojennych podwładnych Callesa: Manuel Pérez Treviño i Lázaro Cárdenas, awansowało w szeregach partii na jej szczyt. Calles starał się promować Trevino. Uważał, że to mu najprawdopodobniej pozwoli na kontynuację dotychczasowej polityki, ale wkrótce ustąpił pod presją kolegów partyjnych i zgodził się wesprzeć kandydaturę popularnego reformatora Cardenasa jako na kandydata PNR w wyborach prezydenckich 1934. Był on związany z Callesem, od kiedy dołączył do jego armii w Sonorze w 1915 i Calles błędnie założył, że jego również uda mu się kontrolować, tak jak kontrolował jego poprzedników. Jednak wkrótce po inauguracji Cárdenas popadł w konflikt z Callesem. Calles przeciwstawiał się wspieraniu związków zawodowych, a w szczególności tolerancji Cárdenasa dla strajków oraz ich wspierania. Cárdenas nie zgadzał się z brutalnością Callesa i jego zbliżeniem do faszystowskich organizacji, przede wszystkim do Złotych Koszul generała Nicolása Rodrígueza Carrasco, którzy prześladowali komunistów, Żydów i Chińczyków.
Cárdenas zaczął izolować Callesa politycznie usuwając callistas (zwolenników Callesa) z politycznych stanowisk i skazując na wygnanie jego najpotężniejszych sojuszników: Tomas Garrido Canabal, Fausto Topete, Emilio Portes Gil, Saturnino Cedillo Aaron Sáenz, aż wreszcie samego Callesa. Calles i Luis Napoleón Morones, jeden z ostatnich pozostałych wpływowych callistas i swego czasu minister rolnictwa, zostali oskarżeni o spiskowanie w celu wysadzenia kolei i umieszczeni w areszcie na żądanie prezydenta Cardenasa. Calles został deportowany do USA 9 kwietnia 1936 wraz z 3 ostatnimi, wpływowymi callistas w Meksyku – Moronesem, Luisem Leónem (liderem radykalnej Unii Obywatelskiej w Meksyku) i generałem Rafaelem Melchor Ortegą (byłym gubernatorem Guanajuato). Deportowano również sekretarz Callesa i jego syna Alfredo.
Po powrocie do Meksyku w 1941 roku, jego pozycja polityczna stała się bardziej umiarkowana. W 1942 poparł deklarację Meksyku o wojnie przeciw państwom Osi.

## Poglądy
Był ateistą i antyklerykałem. Sam o sobie mówił, że jest „osobistym wrogiem Boga” i „antychrystem”, ale wspierał protestantyzm.
Był wolnomularzem.
W ostatnich latach życia podobno miał zainteresować się spirytualizmem. Kilka miesięcy przed śmiercią, w październiku 1945, w wieku 68 lat, Calles podobno stwierdził, że „z całą pewnością uwierzył” w siłę wyższą.

## Dziedzictwo
Prezydent przyczynił się do spacyfikowania przemocy okresu rewolucji meksykańskiej poprzez stworzenie PNR (późniejsza PRI), która rządziła Meksykiem aż do 2000 roku.

## W oczach Kościoła
Został potępiony przez papieża Piusa XI w opublikowanej w 1926 encyklice Afflictisque Iniquis (o prześladowaniu Kościoła w Meksyku), za bycie „niesprawiedliwym”, za „nienawiść” w postawie i za „dzikość” wojny, którą prowadzono przeciwko Kościołowi.

## Upamiętnienie
Został przedstawiony na dwóch meksykańskich monetach próbnych o nominale 100 000 peso wybitych w 1990 roku z mosiądzu i aluminium.

### W kulturze
Postać Plutarco Elíasa Callesa w filmie Cristiada (For Greater Glory) grał Rubén Blades.